# V600 Возничего
V600 Возничего (лат. V600 Aurigae) — одиночная переменная звезда в созвездии Возничего на расстоянии приблизительно 355 световых лет (около 109 парсеков) от Солнца. Видимая звёздная величина звезды — от +11,38m до +11,3m.

## Характеристики
V600 Возничего — оранжевая эруптивная неправильная переменная звезда (IB) спектрального класса K2IV. Радиус — около 0,9 солнечного, светимость — около 0,432 солнечной. Эффективная температура — около 4939 K.